# آنا گرینوا
آنا گرینوا (انگلیسی: Anna Grineva؛ زادهٔ ۳۱ ژانویهٔ ۱۹۸۸) ورزشکار واترپلو اهل روسیه است.
وی در مسابقات کشوری و بین‌المللی در مجموع برندهٔ ۱ مدال برنز شده‌است.